# 吉井裕鷹
吉井裕鷹（日语：／ Yoshii Hirotaka，1998年6月4日—）為日本男子籃球運動員，現效力B聯賽球隊三遠新鳳凰。他曾代表國家參加2023年世界盃籃球賽和2024年夏季奧林匹克運動會。

## 外部連結
- 吉井裕鷹的X（前Twitter）
- 吉井裕鷹的Instagram帳戶
- 吉井裕鷹在fiba.basketball（英语）
- 吉井裕鷹在B.LEAGUE官網（日语）
- 吉井裕鷹在Basketball-Reference.com（國際）（英语）
- 吉井裕鷹在Eurobasket.com（球員）（英语）
- 吉井裕鷹在Proballers（英语）
- 吉井裕鷹在RealGM（球員）（英语）